# 60. Primetime Emmy-gála
A 60. Primetime Emmy-gála során a 2007 és 2008 között főműsoridőben bemutatott, amerikai televíziós programokat értékelték. A jelölteket az Academy of Television Arts & Sciences választotta ki. A Los Angeles-i, frissen nyitott Nokia Theatreben tartott ceremóniát az ABC tűzte műsorra 2008. szeptember 21-én. A műsor házigazdái Tom Bergeron, Heidi Klum, Howie Mandel, Jeff Probst és Ryan Seacrest voltak. A jelöltek listáját 2008. július 17-én jelentette be Neil Patrick Harris és Kristin Chenoweth. A gálát 12.20 millióan nézték.
A műsort eredetileg az American Idol producerei, Nigel Lythgoe és Ken Warwick készítették volna, azonban az Idolon való sok munkájuk miatt nem értek rá, így helyettük negyedszer is Ken Ehrlich szervezte meg a műsort.

## Győztesek és jelöltek
A nyertesek félkövérrel jelölve.

### Műsorok
| Legjobb vígjátéksorozat | Legjobb drámasorozat |
| --- | --- |
| - A stúdió (NBC) - Félig üres (HBO) - Törtetők (HBO) - Office (NBC) - Két pasi – meg egy kicsi (CBS)                                                                                          | - Mad Men – Reklámőrültek (AMC) - Boston Legal – Jogi játszmák (ABC) - A hatalom hálójában (FX) - Dexter (Showtime) - Doktor House (Fox) - Lost – Eltűntek (ABC) |
| Legjobb tévéfilm | Legjobb minisorozat |
| - Újraszámlálás (HBO) - Bernard és Doris (HBO) - Futottak még… - Sorozatzáró (HBO) - Kegyes hazugság (Lifetime) - Küzdelmes élet (ABC)                                                        | - John Adams (HBO) - Az Androméda-törzs (A&E) - Cranford (PBS) - A Bádogember (SyFy)                                                                             |
| Legjobb varieté szkeccssorozat | Legjobb vetélkedő |
| - The Daily Show with Jon Stewart (Comedy Central) - The Colbert Report (Comedy Central) - Late Show with David Letterman (CBS) - Real Time with Bill Maher (HBO) - Saturday Night Live (NBC) | - Versenyfutás a világ körül (CBS) - American Idol (Fox) - Dancing with the Stars (ABC) - Leendő divatdiktátorok (Bravo) - Szakácsok gyöngye (Bravo)             |

### Színészek

#### Főszereplők
| Legjobb férfi főszereplő (vígjátéksorozat) | Legjobb női főszereplő (vígjátéksorozat) |
| --- | --- |
| - Alec Baldwin – A stúdió (Jack Donaghy) (NBC) - Steve Carell – Office (Michael Scott) (NBC) - Lee Pace – Halottnak a csók (Ned) (ABC) - Tony Shalhoub – Monk – A flúgos nyomozó (Adrian Monk) (USA) - Charlie Sheen – Két pasi – meg egy kicsi (Charlie Harper) (CBS)                                                                                       | - Tina Fey – A stúdió (Liz Lemon) (NBC) - Christina Applegate – Nem ér a nevem (Samantha Newly) (ABC) - America Ferrera – Ki ez a lány? (Betty Suarez) (ABC) - Julia Louis-Dreyfus – Christine kalandjai (Christine Campbell) (CBS) - Mary-Louise Parker – Nancy ül a fűben (Nancy Botwin) (Showtime)    |
| Legjobb férfi főszereplő (drámasorozat) | Legjobb női főszereplő (drámasorozat) |
| - Bryan Cranston – Breaking Bad – Totál szívás (Walter White) (AMC) - Gabriel Byrne – In Treatment (Dr. Paul Weston) (HBO) - Michael C. Hall – Dexter (Dexter Morgan) (Showtime) - Jon Hamm – Mad Men – Reklámőrültek (Don Draper) (AMC) - Hugh Laurie – Doktor House (Gregory House) (Fox) - James Spader – Boston Legal – Jogi játszmák (Alan Shore) (ABC) | - Glenn Close – A hatalom hálójában (Patty Hewes) (FX) - Sally Field – Testvérek (Nora Walker) (ABC) - Mariska Hargitay – Esküdt ellenségek: Különleges ügyosztály (Olivia Benson) (NBC) - Holly Hunter – Saving Grace (Grace Hanadarko) (TNT) - Kyra Sedgwick – A főnök (Brenda Leigh Johnson) (TNT)    |
| Legjobb férfi főszereplő (minisorozat, antológiasorozat vagy tévéfilm) | Legjobb női főszereplő (minisorozat, antológiasorozat vagy tévéfilm) |
| - Paul Giamatti – John Adams (John Adams) (HBO) - Ralph Fiennes – Bernard és Doris (Bernard Lafferty) (HBO) - Ricky Gervais – Futottak még… - Sorozatzáró (Andy Millman) (HBO) - Kevin Spacey – Újraszámlálás (Ron Klain) (HBO) - Tom Wilkinson – Újraszámlálás (James Baker) (HBO)                                                                          | - Laura Linney – John Adams (Abigail Adams) (HBO) - Judi Dench – Cranford (Matilda "Matty" Jenkyns) (PBS) - Catherine Keener – An American Crime: Bűnök (Gertrude Baniszewski) (Showtime) - Phylicia Rashad – Küzdelmes élet (Lena Younger) (ABC) - Susan Sarandon – Bernard és Doris (Doris Duke) (HBO) |

#### Mellékszereplők
| Legjobb férfi mellékszereplő (vígjátéksorozat) | Legjobb női mellékszereplő (vígjátéksorozat) |
| --- | --- |
| - Jeremy Piven – Törtetők (Ari Gold) (HBO) - Jon Cryer – Két pasi – meg egy kicsi (Dr. Alan Harper) (CBS) - Kevin Dillon – Törtetők (Johnny "Drama" Chase) (HBO) - Neil Patrick Harris – Így jártam anyátokkal (Barney Stinson) (CBS) - Rainn Wilson – Office (Dwight Schrute) (NBC)                                   | - Jean Smart – Nem ér a nevem (Regina Newly) (ABC) - Kristin Chenoweth – Halottnak a csók (Olive Snook) (ABC) - Amy Poehler – Saturday Night Live (További szereplők) (NBC) - Holland Taylor – Két pasi – meg egy kicsi (Evelyn Harper) (CBS) - Vanessa L. Williams – Ki ez a lány? (Wilhelmina Slater) (ABC) |
| Legjobb férfi mellékszereplő (drámasorozat) | Legjobb női mellékszereplő (drámasorozat) |
| - Željko Ivanek – A hatalom hálójában (Ray Fiske) (FX) - Ted Danson – A hatalom hálójában (Arthur Frobisher) (FX) - Michael Emerson – Lost – Eltűntek (Benjamin Linus) (ABC) - William Shatner – Boston Legal – Jogi játszmák (Denny Crane) (ABC) - John Slattery – Mad Men – Reklámőrültek (Roger Sterling Jr.) (AMC) | - Dianne Wiest – In Treatment (Dr. Gina Toll) (HBO) - Candice Bergen – Boston Legal – Jogi játszmák (Shirley Schmidt) (ABC) - Rachel Griffiths – Testvérek (Sarah Whedon) (ABC) - Sandra Oh – A Grace klinika (Dr. Christina Yang) (ABC) - Chandra Wilson – A Grace klinika (Dr. Miranda Bailey) (ABC)        |
| Legjobb férfi mellékszereplő (minisorozat, antológiasorozat vagy tévéfilm) | Legjobb női mellékszereplő (minisorozat, antológiasorozat vagy tévéfilm) |
| - Tom Wilkinson – John Adams (Benjamin Franklin) (HBO) - Bob Balaban – Újraszámlálás (Benjamin Ginsberg) (HBO) - Stephen Dillane – John Adams (Thomas Jefferson) (HBO) - Denis Leary – Újraszámlálás (Michael Whouley) (HBO) - David Morse – John Adams (George Washington) (HBO)                                      | - Eileen Atkins – Cranford (Deborah Jenkyns) (PBS) - Laura Dern – Újraszámlálás (Katherine Harris) (HBO) - Ashley Jensen – Futottak még… - Sorozatzáró (Maggie Jacobs) (HBO) - Audra McDonald – Küzdelmes élet (Ruth Younger) (ABC) - Alfre Woodard – Hollis Woods képei (Edna Reilly) (CBS)                  |

#### Egyéb szerplők
| Legjobb egyedülálló alakítás varieté vagy zenés műsorban |
| --- |
| - Don Rickles – Mr. Warmth: The Don Rickles Project (HBO) - Stephen Colbert – The Colbert Report (Comedy Central) - Tina Fey – Saturday Night Live (NBC) - David Letterman – Late Show with David Letterman (CBS) - Jon Stewart – 80. Oscar-gála (ABC) |

### Műsorvezetők
| Legjobb műsorvezető |
| --- |
| - Jeff Probst – Survivor (CBS) - Tom Bergeron – Dancing with the Stars (ABC) - Heidi Klum – Leendő divatdiktátorok (Bravo) - Howie Mandel – Deal or No Deal (NBC) - Ryan Seacrest – American Idol (Fox) |

### Rendezők
| Legjobb rendező (vígjátéksorozat) | Legjobb rendező (drámasorozat) |
| --- | --- |
| - Halottnak a csók (Epizód: "Az első szelet") – Barry Sonnenfeld) (ABC) - A stúdió (Epizód: "Rosemary's Baby") – Michael Engler) (NBC) - Törtetők (Epizód: "No Cannes Do") – Dan Attias) (HBO) - Slágermájerek (Epizód: "Sally Returns") – James Bobin) (HBO) - Office (Epizód: "Viszlát, Toby") – Paul Feig) (NBC) - Office (Epizód: "Pénz") – Paul Lieberstein) (NBC) | - Doktor House (Epizód: "House feje") – Greg Yaitanes) (Fox) - Boston Legal – Jogi játszmák (Epizód: "A nagy csirkefogók") – Arlene Sanford) (ABC) - Breaking Bad – Totál szívás (Epizód: "Bevezető / A lúzer") – Vince Gilligan) (AMC) - A hatalom hálójában (Epizód: "Az ügy") – Allen Coulter) (FX) - Mad Men – Reklámőrültek (Epizód: "Akinek csípi a szemét a füst") – Alan Taylor) (AMC) |
| Legjobb rendező (varietésorozat) | Legjobb rendező (minisorozat, antológiasorozat vagy tévéfilm) |
| - 80. Oscar-gála – Louis J. Horvitz (ABC) - The Colbert Report – Jim Hoskinson (Comedy Central) - Company (Great Performances) – Lonny Price (PBS) - The Daily Show with Jon Stewart – Chuck O'Neil (Comedy Central) - Saturday Night Live – Don Roy King (NBC) | - Újraszámlálás – Jay Roach (HBO) - Bernard és Doris – Bob Balaban (HBO) - A Cég – A CIA regénye – Mikael Salomon (TNT) - Futottak még… - Sorozatzáró – Ricky Gervais, Stephen Merchant (HBO) - John Adams – Tom Hooper (HBO) |

### Forgatókönyvírók
| Legjobb forgatókönyv (vígjátéksorozat) | Legjobb forgatókönyv (drámasorozat) |
| --- | --- |
| - A stúdió (Epizód: "Cooter") – Tina Fey (NBC) - A stúdió (Epizód: "Rosemary's Baby") – Jack Burditt (NBC) - Slágermájerek (Epizód: "Yoko") – James Bobin, Jemaine Clement, Bret McKenzie (HBO) - Office (Epizód: "Vacsoraparti") – Lee Eisenberg, Gene Stupnitsky (NBC) - Halottnak a csók (Epizód: "Az első szelet") – Bryan Fuller (ABC) | - Mad Men – Reklámőrültek (Epizód: "Akinek csípi a szemét a füst") – Matthew Weiner (AMC) - Csillagközi romboló (Epizód: "Six of One") – Michael Angeli (SyFy) - A hatalom hálójában (Epizód: "Az ügy") – Glenn Kessler, Todd A. Kessler, Daniel Zelman (FX) - Mad Men – Reklámőrültek (Epizód: "Forog a kerék") – Robin Veith, Matthew Weiner (AMC) - Drót (Epizód: "Lapzárta") – David Simon, Ed Burns (HBO) |
| Legjobb forgatókönyv (varietésorozat) | Legjobb forgatókönyv (minisorozat vagy tévéfilm) |
| - The Colbert Report (Comedy Central) - The Daily Show with Jon Stewart (Comedy Central) - Late Night with Conan O'Brien (NBC) - Late Show with David Letterman (CBS) - Saturday Night Live (NBC) | - John Adams (Epizód: "Independence") – Kirk Ellis (HBO) - Bernard és Doris – Hugh Costello (HBO) - Cranford – Heidi Thomas (PBS) - Futottak még… - Sorozatzáró – Ricky Gervais, Stephen Merchant (HBO) - Újraszámlálás – Danny Strong) (HBO) |

## Műsorvezetők
A gálán az alábbi műsorvezetők működtek közre:
- Tina Fey
- Amy Poehler
- Julia Louis-Dreyfus
- Marcia Cross
- Dana Delany
- Teri Hatcher
- Felicity Huffman
- Eva Longoria
- Nicollette Sheridan
- Ricky Gervais
- Conan O’Brien
- Steve Martin
- Alec Baldwin
- Ruth Buzzi
- Gary Owens
- Alan Sues
- Lily Tomlin
- Jo Anne Worley
- David Boreanaz
- Lauren Conrad
- Kathryn Joosten
- Lauren Conrad
- Christina Applegate
- Christian Slater
- Laurence Fishburne
- William Petersen
- Stephen Colbert
- Jon Stewart
- Patrick Dempsey
- Sandra Oh
- Kathy Griffin
- Don Rickles
- Sally Field
- Kristin Chenoweth
- Neil Patrick Harris
- Wayne Brady
- Kate Walsh
- Cynthia Nixon
- Glynn Turman
- Glenn Close
- Candice Bergen
- America Ferrera
- Vanessa L. Williams
- Kiefer Sutherland
- Craig Ferguson
- Brooke Shields
- Jimmy Kimmel
- Mary Tyler Moore
- Betty White
- Tom Selleck

## In Memoriam
A gála "in memoriam" szegmense az alábbi elhunyt személyekről emlékezett meg:
- George Carlin (kétszer)
- Bernie Brillstein
- Joey Bishop
- William F. Buckley Jr.
- Charlton Heston
- Les Crane
- Alice Ghostley
- Ivan Dixon
- Cyd Charisse
- Mel Ferrer
- Claudio Guzmán
- Barry Morse
- Deborah Kerr
- Larry Harmon
- Estelle Getty
- Roger King
- Sydney Pollack
- Ron Leavitt
- Bernie Mac
- Eric Lieber
- Suzanne Pleshette
- Abby Mann
- Dick Martin
- Delbert Mann
- Harvey Korman
- Jim McKay
- Lois Nettleton
- Mel Tolkin
- Richard Widmark
- Stan Winston
- Tim Russert
- Isaac Hayes

## Fordítás
- Ez a szócikk részben vagy egészben  a(z)   60th Primetime Emmy Awards című angol Wikipédia-szócikk fordításán alapul.  Az eredeti cikk szerkesztőit annak laptörténete sorolja fel. Ez a jelzés csupán a megfogalmazás eredetét és a szerzői jogokat jelzi, nem szolgál a cikkben szereplő információk forrásmegjelöléseként.